# ریگاندو

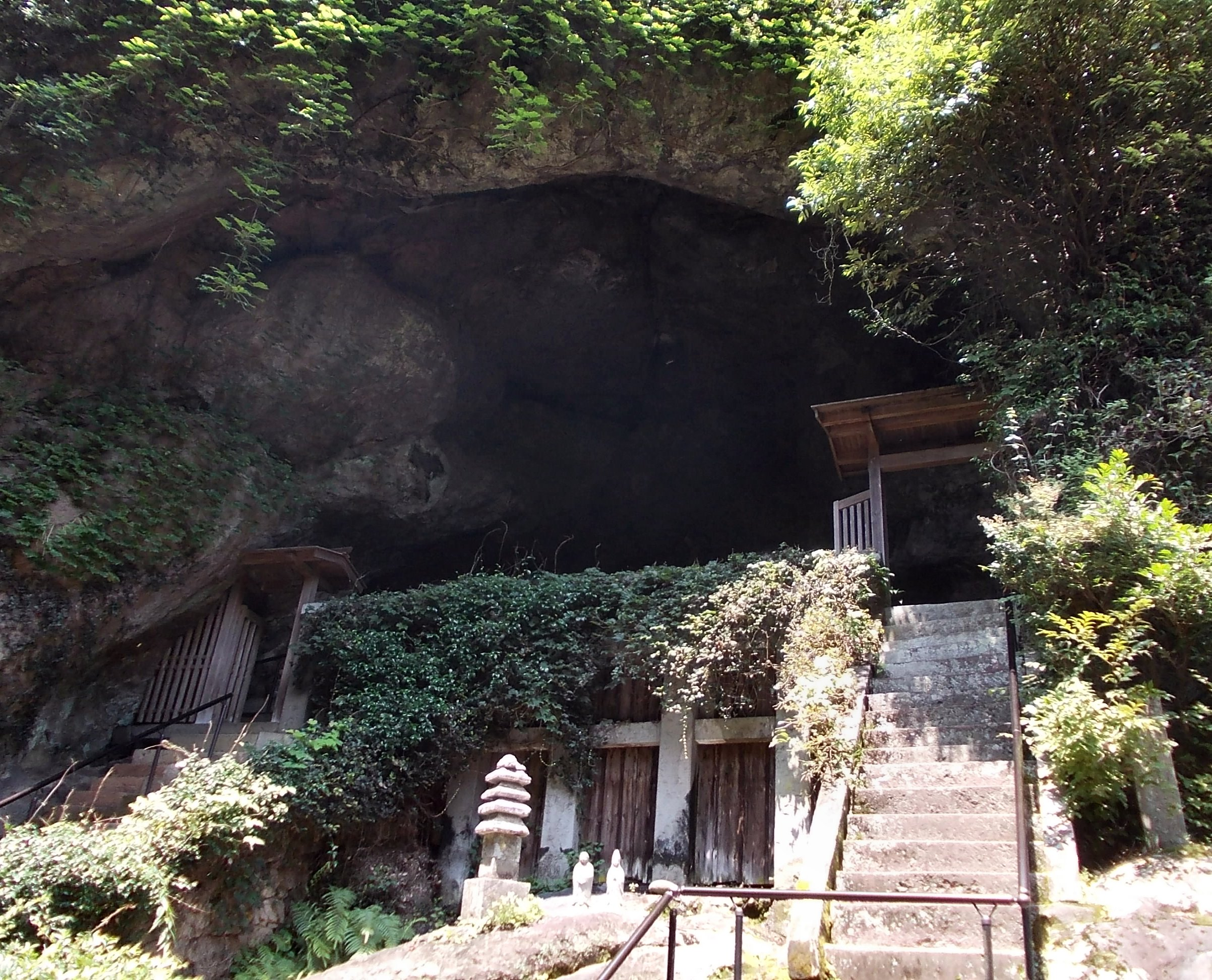
غار

ریگاندو (به ژاپنی: 霊巌洞 Reigandō)، به معنی غار صخره‌ای ارواح یک غار است که در غرب کوماموتو (شهر)، ژاپن قرار دارد، که به خانه موقت رونین، میاموتو موساشی تبدیل شد. از سال ۱۶۴۳، موساشی بسیاری از آخرین ماه‌های خود را در غار گذراند و کتاب پنج حلقه را نوشت. به راحتی با اتوبوس از کوماموتو نزدیک تامانا، کوماموتو می‌توان به غار دسترسی داشت.